# Lyconus
Lyconus es un género de peces gadiformes de la familia Merlucciidae.

## Especies
Se reconocen las siguientes especies:
- Lyconus brachycolus
- Lyconus pinnatus